# تان ون لین
تان ون لین (انگلیسی: Tan Wen-lin؛ زادهٔ ۲۶ اوت ۱۹۸۹) بازیکن فوتبال اهل چین است.
وی همچنین در تیم ملی فوتبال زنان تایوان بازی کرده‌است.